# Michał Augustyn Zboiński
Michał Augustyn Zboiński herbu Ogończyk (zm. 19 września 1788) – generał lejtnant wojsk koronnych w 1763 roku, podczaszy zawkrzański, starosta kowalski w latach 1758–1766, marszałek sejmiku przedkonwokacyjnego powiatu świeckiego w 1764 roku.
Poseł na sejm 1758 roku z województwa brzeskokujawskiego. Członek konfederacji radomskiej w 1767 roku, marszałek chełmiński w konfederacji barskiej w 1769 roku.